# Scolosanthus portoricensis
Scolosanthus portoricensis är en måreväxtart som beskrevs av Attila L. Borhidi. Scolosanthus portoricensis ingår i släktet Scolosanthus och familjen måreväxter.
Artens utbredningsområde är Puerto Rico. Inga underarter finns listade i Catalogue of Life.